# جانی لویس
جانی لویس (انگلیسی: Jonathan Kendrick Lewis؛ ۲۹ اکتبر ۱۹۸۳ – ۲۶ سپتامبر ۲۰۱۲) یک هنرپیشه اهل ایالات متحده آمریکا بود.
او در فیلم بیگانه علیه غارتگر ۲ بازی کرده‌است.

## گزیده فیلمشناسی
از فیلم‌ها یا برنامه‌های تلویزیونی که وی در آن نقش داشته‌است می‌توان به آثار زیر اشاره کرد.
- پالو آلتو (فیلم ۲۰۰۷) (۲۰۰۷)
- بیگانه علیه غارتگر: آمرزش‌خوانی (۲۰۰۷)
- فراری‌ها (فیلم) (۲۰۱۰)
- دنیای مالکوم (۲۰۰۰)
- قاضی ایمی (۲۰۰۱)
- نگهبان (مجموعه تلویزیونی آمریکایی) (۲۰۰۲)
- چشم، عزیزم (۲۰۰۲)
- او. سی (۲۰۰۵–۲۰۰۶)
- صدایت را ببر بالا (۲۰۰۴)
- اسمالویل (۲۰۰۵)
- سی‌اس‌آی (۲۰۰۶)
- استخوان‌ها (مجموعه تلویزیونی) (۲۰۰۷)
- پرونده سرد (۲۰۰۸)
- فرزندان آشوب (۲۰۰۸–۲۰۰۹)
- ذهن‌های جنایتکار (۲۰۰۹)